# Michaił Smirnow (1912–1987)
Michaił Anatoljewicz Smirnow (ros. Михаи́л Анато́льевич Смирно́в, 1912–1987) – radziecki działacz partyjny i państwowy.

## Życiorys
Ukończył Permski Instytut Rolniczy, pracował jako starszy agronom i dyrektor stanicy maszynowo-traktorowej, od 1940 należał do WKP(b). W latach 1948–1950 był I sekretarzem Pokrowskiego Komitetu Rejonowego WKP(b) w obwodzie swierdłowskim, 1950-1955 zastępcą przewodniczącego Komitetu Wykonawczego Swierdłowskiej Rady Obwodowej, od 1955 do marca 1962 sekretarzem Komitetu Obwodowego KPZR w Swierdłowsku, a od marca do 17 grudnia 1962 przewodniczącym Komitetu Wykonawczego Permskiej Rady Obwodowej. Od 7 grudnia 1962 do 11 stycznia 1963 był przewodniczącym Biura Organizacyjnego Permskiego Komitetu Obwodowego KPZR ds. produkcji rolnej, od 11 stycznia 1963 do 22 grudnia 1964 I sekretarzem Permskiego Wiejskiego Komitetu Obwodowego KPZR, a od 22 grudnia 1964 do 15 listopada 1974 II sekretarzem Permskiego Komitetu Obwodowego KPZR.